# Flávio Campos
Flavio Campos (29 augustus 1965) is een voormalig Braziliaans voetballer.

## Carrière
Flavio Campos speelde tussen 1993 en 1996 voor Gamba Osaka en Kyoto Purple Sanga.

## Statistieken
| Japan   | Japan              | Japan       | League | League | Emperor's Cup | Emperor's Cup | J-League Cup | J-League Cup | Totaal | Totaal |
| Seizoen | Club               | League      | Wed.   | Goals  | Wed.          | Goals         | Wed.         | Goals        | Wed.   | Goals  |
| ------- | ------------------ | ----------- | ------ | ------ | ------------- | ------------- | ------------ | ------------ | ------ | ------ |
| 1993    | Gamba Osaka        | J. League 1 | 23     | 4      | 2             | 0             | 5            | 1            | 30     | 5      |
| 1994    | Gamba Osaka        | J. League 1 | 35     | 5      | 4             | 4             | 3            | 3            | 42     | 12     |
| 1996    | Kyoto Purple Sanga | J. League 1 | 11     | 1      | 0             | 0             | 0            | 0            | 11     | 0      |
| Totaal  | Totaal             | Totaal      | 69     | 10     | 6             | 4             | 8            | 4            | 83     | 18     |